# Ștefan Stănculescu
Ștefan Stănculescu (Bucarest, 16 settembre 1923 – 4 ottobre 2013) è stato un allenatore di calcio e calciatore rumeno, di ruolo portiere.